# West Harptree
West Harptree är en ort och civil parish i Storbritannien.   Den ligger i kommunen Bath and North East Somerset och riksdelen England, i den södra delen av landet, 180 km väster om huvudstaden London. West Harptree ligger 85 meter över havet och antalet invånare är 439. Den ligger vid sjön Chew Valley Lake.
Terrängen runt West Harptree är platt österut, men västerut är den kuperad. Runt West Harptree är det ganska tätbefolkat, med 144 invånare per kvadratkilometer. Närmaste större samhälle är Bristol, 16,4 km norr om West Harptree. Trakten runt West Harptree består i huvudsak av gräsmarker.